# Клиний (триерарх)
Клиний (др.-греч. Κλεινίας; родился предположительно между 520 и 510 — умер после 480 года до н. э.) — афинский аристократ, участник греко-персидских войн.

## Биография
Клиний принадлежал к роду Саламиниев, одному из наиболее влиятельных и богатых аристократических семейств Афин. Его рождение датируют приблизительно 510-ми годами до н. э. Клиний упоминается только в связи с одним событием: в 480 году до н. э., во время греко-персидских войн, он участвовал в морской битве с персами при Артемисии, командуя построенным на собственные средства кораблём с 200 воинами на борту. По словам античных авторов, Клиний отличился в этом бою. 
Плутарх называет Клиния отцом Алкивиада, но исследователи считают, что он ошибается: исходя из хронологии, Клиний должен был приходиться Алкивиаду скорее двоюродным дедом или прадедом.